# Morrow (Ohio)
Morrow es una villa ubicada en el condado de Warren en el estado estadounidense de Ohio. En el Censo de 2010 tenía una población de 1188 habitantes y una densidad poblacional de 233,79 personas por km².

## Geografía
Morrow se encuentra ubicada en las coordenadas 39°20′57″N 84°7′25″O / 39.34917, -84.12361. Según la Oficina del Censo de los Estados Unidos, Morrow tiene una superficie total de 5.08 km², de la cual 4.99 km² corresponden a tierra firme y (1.89%) 0.1 km² es agua.

## Demografía
Según el censo de 2010, había 1188 personas residiendo en Morrow. La densidad de población era de 233,79 hab./km². De los 1188 habitantes, Morrow estaba compuesto por el 96.55% blancos, el 0.42% eran afroamericanos, el 0.17% eran amerindios, el 0.25% eran asiáticos, el 0% eran isleños del Pacífico, el 0.59% eran de otras razas y el 2.02% pertenecían a dos o más razas. Del total de la población el 2.02% eran hispanos o latinos de cualquier raza.